# Cípal evropský
Cípal evropský (Liza ramada) je cípalovitá ryba.

## Popis
Cípal evropský má dlouhé vřetenovité ze stran mírně zploštělé tělo. Běžně dosahuje délky kolem 35 cm. Dosahuje maximální délky 70 cm a hmotnosti 2,9 kg. Hlava je shora nad očima zploštělá. Ústa má malá, rypec je krátký a tupý. Má dvě krátké hřbetní ploutve: V první se nachází 4 až 5 tvrdých paprsků; ve druhé 7 až 10 měkkých paprsků. Řitní ploutev má tři tvrdé a 8 až 9 měkkých paprsků. Prsní ploutve jsou nasazeny poměrně vysoko na bocích, na jejich bázi bývá černá skvrna. Hřbet a boky jsou šedavé, břicho je bílé.

## Chování
Cípal evropský je tažná mořská palagicko-neritická ryba. Žije v hloubkách 0 až 10 metrů.

## Rozšíření
Cípal evropský je rozšířen v severovýchodním Atlantiku od Maroka na jihu až po jižní Norsko a západní část Baltského moře na severu. Ze Středozemního moře zasahuje až do Černého a Azovského moře.